# 威爾克斯縣 (喬治亞州)
威爾克斯縣（英語：Wilkes County）是美國喬治亞州東北部的一個縣。面積1,228平方公里。根據美國2000年人口普查，共有人口10,687人。縣治華盛頓（Washington）。
成立於1777年2月5日，是該州最早成立的七個縣之一。縣名紀念因為反對英國對美洲殖民地政策被囚的英國國會議員約翰·威爾克斯。